# Sum tak zwany olimpijczyk
Sum tak zwany olimpijczyk – polski film komediowy stworzony przez Zespół Filmowy Skurcz. Swą premierę miał dnia 7 grudnia 2001 r. Autorami scenariusza są Łukasz Walaszek i Bartosz Walaszek.

## Fabuła
Wędkarz Tadeusz Pień jest przypadkowym świadkiem morderstwa, jakiego dokonuje jedna z grup przestępczych zza wschodniej granicy. Iwan P. i Szura W. pod naciskiem swego szefa - Wujka Stjopy, postanawiają zlikwidować niewygodnego świadka. Tadek wraz ze swym przyjacielem - Ryszardem mają przesrane...
Ryśkowi grozi podwójne niebezpieczeństwo: z jednej strony kryminaliści, a z drugiej jego własna żona Krystyna (120 kg żywej wagi), która nie jest zachwycona poczynaniami męża...

## Obsada
- Bartosz Walaszek –
  - Tadek,
  - Sum
- Krzysztof Żelazko –
  - Rysiek,
  - Krysia
- Piotr Paraska – Iwan
- Łukasz Walaszek –
  - Szura,
  - doktor,
  - brat-bliźniak Szury
- Krzysztof Radzimski – Wujek Stiopa
- Patryk Michoń
- Michał Głuchowski
- B. Grochulski